# Raúl Castro Peñaloza
Raúl Castro Peñaloza (La Paz, 19 de agosto de 1989) é um futebolista profissional boliviano que atua como meio-campo, atualmente defende o Universitario de Vinto.

## Carreira
Raúl Castro Peñaloza fez parte do elenco da Seleção Boliviana de Futebol da Copa América de 2016.